# Lee Jeong-gyu
Lee Jeong-gyu (kor. 이정규; ur. w 1937) – południowokoreański zapaśnik walczący w stylu wolnym. Olimpijczyk z Melbourne 1956, gdzie zajął dziewiąte miejsce w kategorii do 52 kg.

## Letnie Igrzyska Olimpijskie 1956
| Konkurencja      | Rundy eliminacyjne | Rundy eliminacyjne   | Klas. końcowa |
| Konkurencja      | Przeciwnik I       | Przeciwnik II        | Miejsce       |
| ---------------- | ------------------ | -------------------- | ------------- |
| 52 kg styl wolny | Abdul Aziz (PAK) Z | Baban Daware (IND) P | 9.            |